# Argentinië op het wereldkampioenschap voetbal 2022
Argentinië was een van de deelnemende landen aan het wereldkampioenschap voetbal 2022 in Qatar. Het was de achttiende deelname voor het land. Argentinië bereikte de finale waar ze het tegen Frankrijk moesten opnemen en won na strafschoppen haar derde wereldtitel.

## Kwalificatie
Argentinië begon met de bondscoach Lionel Scaloni op 8 oktober 2020 met een 1–0-overwinning op Ecuador goed aan de kwalificatie voor het WK 2022 in Qatar. Na twee overwinningen op rij verspeelde Argentinië in de derde speelronde voor het eerst punten, door gelijk te spelen tegen Paraguay. Na zes wedstrijden was het nog ongeslagen met drie overwinningen en drie gelijke spelen, toen het in de zomer van 2021 de Copa América won. In september 2021 werd het topduel met Brazilië gestaakt. De Brazilianen beschuldigde de Argentijnen van het overtreden van de coronaregels. COVID-19 speelde een grote rol tijdens de kwalificatie. Meerdere speelrondes werden afgelast en werden later ingehaald.
De wedstrijd tegen Brazilië werd uiteindelijk niet meer ingehaald. De Argentijnen eindigde in de eindstand achter Brazilië met 39 punten (11x winst, 6x gelijk, 0x verlies). Ze plaatste zich daardoor voor haar achttiende wereldkampioenschap en het dertiende WK op rij. Lionel Messi en Lautaro Martínez maakte met zeven doelpunten de meeste voor Argentinië tijdens de kwalificatie van de CONMEBOL.

### Wedstrijden
| 8 oktober 2020   | Argentinië | 1 – 0              | Ecuador    |
| 13 oktober 2020  | Bolivia    | 1 – 2              | Argentinië |
| 12 november 2020 | Argentinië | 1 – 1              | Paraguay   |
| 17 november 2020 | Peru       | 0 – 2              | Argentinië |
| 3 juni 2021      | Argentinië | 1 – 1              | Chili      |
| 8 juni 2021      | Colombia   | 2 – 2              | Argentinië |
| 2 september 2021 | Venezuela  | 1 – 3              | Argentinië |
| 5 september 2021 | Brazilië   | Gestaakt, afgelast | Argentinië |
| 9 september 2021 | Argentinië | 3 – 0              | Bolivia    |
| 7 oktober 2021   | Paraguay   | 0 – 0              | Argentinië |
| 10 oktober 2021  | Argentinië | 3 – 0              | Uruguay    |
| 14 oktober 2021  | Argentinië | 1 – 0              | Peru       |
| 12 november 2021 | Uruguay    | 0 – 1              | Argentinië |
| 16 november 2021 | Argentinië | 0 – 0              | Brazilië   |
| 27 januari 2022  | Chili      | 1 – 2              | Argentinië |
| 1 februari 2022  | Argentinië | 1 – 0              | Colombia   |
| 25 maart 2022    | Argentinië | 3 – 0              | Venezuela  |
| 29 maart 2022    | Ecuador    | 1 – 1              | Argentinië |

### Eindstand CONMEBOL
| Pos | Team       | Wed | W  | G | V  | Ptn | DV | DT | +/− | Kwalificatie                              |
| --- | ---------- | --- | -- | - | -- | --- | -- | -- | --- | ----------------------------------------- |
| 1   | Brazilië   | 17  | 14 | 3 | 0  | 45  | 40 | 5  | +35 | Geplaatst voor het WK 2022                |
| 2   | Argentinië | 17  | 11 | 6 | 0  | 39  | 27 | 8  | +19 | Geplaatst voor het WK 2022                |
| 3   | Uruguay    | 18  | 8  | 4 | 6  | 28  | 22 | 22 | 0   | Geplaatst voor het WK 2022                |
| 4   | Ecuador    | 18  | 7  | 5 | 6  | 26  | 27 | 19 | +8  | Geplaatst voor het WK 2022                |
| 5   | Peru       | 18  | 7  | 3 | 8  | 24  | 19 | 22 | −3  | Geplaatst voor intercontinentale play-off |
| 6   | Colombia   | 18  | 5  | 8 | 5  | 23  | 20 | 19 | +1  |                                           |
| 7   | Chili      | 18  | 5  | 4 | 9  | 19  | 19 | 26 | −7  |                                           |
| 8   | Paraguay   | 18  | 3  | 7 | 8  | 16  | 12 | 26 | −14 |                                           |
| 9   | Bolivia    | 18  | 4  | 3 | 11 | 15  | 23 | 42 | −19 |                                           |
| 10  | Venezuela  | 18  | 3  | 1 | 14 | 10  | 14 | 34 | −20 |                                           |

## Eindtoernooi

### Loting
Op 1 april 2022 werd er geloot voor de groepsfase van het Wereldkampioenschap voetbal 2022. Argentinië werd samen met Mexico, Polen en Saoudi-Arabië ondergebracht in groep C, en kreeg daardoor Lusail en Doha als speelsteden.

### Verloop
Vooraf maakte sterspeler Lionel Messi al kenbaar dat het WK in Qatar zijn laatste wereldkampioenschap zou worden. Hij begon met zijn team niet goed. De eerst groepswedstrijd werd, ondanks een 1–0 voorsprong, met 1–2 verloren, wat de grootste WK-verrassing ooit werd. Argentinië won vervolgens wel van Mexico (2–0) en Polen (0–2). In de achtste finale trof Argentinië Australië, die ze met 2–1 wisten te winnen. In de kwartfinale werd Nederland de tegenstander. Na een 0–2 voorsprong maakte Nederland in de laatste minuut nog de gelijkmaker (2–2), waarna het na een verlenging strafschoppen werden. De Argentijnen wonnen die, net als in de halve finale van het WK 2014, met nu 4–3. 
In de halve finale speelde Argentinië tegen de verliezend WK-finalist van 2018. Argentinië, die het WK daarvoor de verliezend WK-finalist was, won de wedstrijd overtuigend met 3–0, mede door een sterk spelende Messi. Ze plaatste zich daardoor voor de zesde keer voor een WK-finale.
In de finale tegen Frankrijk kwamen de Argentijnen net als tegen Nederland op een verdiende 2–0 voorsprong. Die gaven ze nu in enkele minuten weg (2–2), door twee doelpunten van Kylian Mbappé. In de verlenging scoorde Messi de 3–2, wat de wereldtitel leek op te leveren. Frankrijk kreeg kort voor tijd toch nog een penalty, waaruit de gelijkmaker viel. Argentinië won de strafschoppenserie met 4–2, wat de derde wereldtitel voor het land opleverde.

### Selectie
| DM             | 01 | Franco Armani       |
| VD             | 02 | Juan Foyth          |
| LA             | 03 | Nicolás Tagliafico  |
| VD             | 04 | Gonzalo Montiel     |
| CM             | 05 | Leandro Paredes     |
| VD             | 06 | Germán Pezzella     |
| CM             | 07 | Rodrigo De Paul     |
| VD             | 08 | Marcos Acuña        |
| AV             | 09 | Julián Álvarez      |
| SP             | 10 | Lionel Messi        |
| RB             | 11 | Ángel Di María      |
| DM             | 12 | Gerónimo Rulli      |
| CV             | 13 | Cristian Romero     |
| MV             | 14 | Exequiel Palacios   |
| AV             | 15 | Ángel Correa        |
| MV             | 16 | Thiago Almada       |
| LB             | 17 | Alejandro Gómez     |
| MV             | 18 | Guido Rodríguez     |
| CV             | 19 | Nicolás Otamendi    |
| MV             | 20 | Alexis Mac Allister |
| AV             | 21 | Paulo Dybala        |
| SP             | 22 | Lautaro Martínez    |
| DM             | 23 | Emiliano Martínez   |
| MV             | 24 | Enzo Fernández      |
| VD             | 25 | Lisandro Martínez   |
| RA             | 26 | Nahuel Molina       |
| Coach:         |    |                     |
| Lionel Scaloni |    |                     |

### Stand groep C
| Pos | Team          | Wed | W | G | V | Ptn | DV | DT | +/− | Kwalificatie               |
| --- | ------------- | --- | - | - | - | --- | -- | -- | --- | -------------------------- |
| 1   | Argentinië    | 3   | 2 | 0 | 1 | 6   | 5  | 2  | +3  | Door naar de knock-outfase |
| 2   | Polen         | 3   | 1 | 1 | 1 | 4   | 2  | 2  | 0   | Door naar de knock-outfase |
| 3   | Mexico        | 3   | 1 | 1 | 1 | 4   | 2  | 3  | −1  |                            |
| 4   | Saoedi-Arabië | 3   | 1 | 0 | 2 | 3   | 3  | 5  | −2  |                            |

### Wedstrijden

#### Groepsfase
|                                                                 |                  |                                 |                                 |                                                                                   |
| 22 november 2022 «onderlinge duels» 13:00 (UTC+3) 11:00 (UTC+1) | Argentinië       | 1 – 2                           | Saoedi-Arabië                   | Stadion: Lusailstadion, Lusail Toeschouwers: 88.012 Scheidsrechter: Slavko Vinčić |
| 22 november 2022 «onderlinge duels» 13:00 (UTC+3) 11:00 (UTC+1) | Messi 10' (pen.) | wedstrijdverslag verslag (FIFA) | 48' Al-Shehri 53' S. Al-Dawsari | Stadion: Lusailstadion, Lusail Toeschouwers: 88.012 Scheidsrechter: Slavko Vinčić |
| 22 november 2022 «onderlinge duels» 13:00 (UTC+3) 11:00 (UTC+1) |                  |                                 |                                 | Stadion: Lusailstadion, Lusail Toeschouwers: 88.012 Scheidsrechter: Slavko Vinčić |
| 22 november 2022 «onderlinge duels» 13:00 (UTC+3) 11:00 (UTC+1) |                  |                                 |                                 | Stadion: Lusailstadion, Lusail Toeschouwers: 88.012 Scheidsrechter: Slavko Vinčić |
|                                                                 |                  |                                 |                                 |                                                                                   |

|                                                                 |                         |                                 |        |                                                                                    |
| 26 november 2022 «onderlinge duels» 22:00 (UTC+3) 20:00 (UTC+1) | Argentinië              | 2 – 0                           | Mexico | Stadion: Lusailstadion, Lusail Toeschouwers: 88.966 Scheidsrechter: Daniele Orsato |
| 26 november 2022 «onderlinge duels» 22:00 (UTC+3) 20:00 (UTC+1) | Messi 64' Fernández 87' | wedstrijdverslag verslag (FIFA) |        | Stadion: Lusailstadion, Lusail Toeschouwers: 88.966 Scheidsrechter: Daniele Orsato |
| 26 november 2022 «onderlinge duels» 22:00 (UTC+3) 20:00 (UTC+1) |                         |                                 |        | Stadion: Lusailstadion, Lusail Toeschouwers: 88.966 Scheidsrechter: Daniele Orsato |
| 26 november 2022 «onderlinge duels» 22:00 (UTC+3) 20:00 (UTC+1) |                         |                                 |        | Stadion: Lusailstadion, Lusail Toeschouwers: 88.966 Scheidsrechter: Daniele Orsato |
|                                                                 |                         |                                 |        |                                                                                    |

|                                                                 |       |                                 |                                               |                                                                                |
| 30 november 2022 «onderlinge duels» 22:00 (UTC+3) 20:00 (UTC+1) | Polen | 0 – 2                           | Argentinië                                    | Stadion: Stadion 974, Doha Toeschouwers: 44.089 Scheidsrechter: Danny Makkelie |
| 30 november 2022 «onderlinge duels» 22:00 (UTC+3) 20:00 (UTC+1) |       | wedstrijdverslag verslag (FIFA) | 39' (pen.) Messi 46' Mac Allister 67' Álvarez | Stadion: Stadion 974, Doha Toeschouwers: 44.089 Scheidsrechter: Danny Makkelie |
| 30 november 2022 «onderlinge duels» 22:00 (UTC+3) 20:00 (UTC+1) |       |                                 |                                               | Stadion: Stadion 974, Doha Toeschouwers: 44.089 Scheidsrechter: Danny Makkelie |
| 30 november 2022 «onderlinge duels» 22:00 (UTC+3) 20:00 (UTC+1) |       |                                 |                                               | Stadion: Stadion 974, Doha Toeschouwers: 44.089 Scheidsrechter: Danny Makkelie |
|                                                                 |       |                                 |                                               |                                                                                |

#### Achtste finale
|                                                                |                       |                                 |                      |                                                                                                |
| 3 december 2022 «onderlinge duels» 22:00 (UTC+3) 20:00 (UTC+1) | Argentinië            | 2 – 1                           | Australië            | Stadion: Ahmed bin Alistadion, Ar Rayyan Toeschouwers: 45.032 Scheidsrechter: Szymon Marciniak |
| 3 december 2022 «onderlinge duels» 22:00 (UTC+3) 20:00 (UTC+1) | Messi 35' Álvarez 67' | wedstrijdverslag verslag (FIFA) | 77' (e.d.) Fernández | Stadion: Ahmed bin Alistadion, Ar Rayyan Toeschouwers: 45.032 Scheidsrechter: Szymon Marciniak |
| 3 december 2022 «onderlinge duels» 22:00 (UTC+3) 20:00 (UTC+1) |                       |                                 |                      | Stadion: Ahmed bin Alistadion, Ar Rayyan Toeschouwers: 45.032 Scheidsrechter: Szymon Marciniak |
| 3 december 2022 «onderlinge duels» 22:00 (UTC+3) 20:00 (UTC+1) |                       |                                 |                      | Stadion: Ahmed bin Alistadion, Ar Rayyan Toeschouwers: 45.032 Scheidsrechter: Szymon Marciniak |
|                                                                |                       |                                 |                      |                                                                                                |

#### Kwartfinale
|                                                                |                                                   |                                 |                                              |                                                                                         |
| 9 december 2022 «onderlinge duels» 22:00 (UTC+3) 20:00 (UTC+1) | Nederland                                         | 2 – 2 (n.v.) 3 – 4 pen.         | Argentinië                                   | Stadion: Lusailstadion, Lusail Toeschouwers: 88.966 Scheidsrechter: Antonio Mateu Lahoz |
| 9 december 2022 «onderlinge duels» 22:00 (UTC+3) 20:00 (UTC+1) | Weghorst 83', 90+11' Dumfries 120+8', 120+9'      | wedstrijdverslag verslag (FIFA) | 7' Molina 73' (pen.) Messi                   | Stadion: Lusailstadion, Lusail Toeschouwers: 88.966 Scheidsrechter: Antonio Mateu Lahoz |
| 9 december 2022 «onderlinge duels» 22:00 (UTC+3) 20:00 (UTC+1) | Strafschoppen                                     |                                 |                                              | Stadion: Lusailstadion, Lusail Toeschouwers: 88.966 Scheidsrechter: Antonio Mateu Lahoz |
| 9 december 2022 «onderlinge duels» 22:00 (UTC+3) 20:00 (UTC+1) | Van Dijk Berghuis Koopmeiners Weghorst L. de Jong |                                 | Messi Paredes Montiel Fernández La. Martínez | Stadion: Lusailstadion, Lusail Toeschouwers: 88.966 Scheidsrechter: Antonio Mateu Lahoz |
|                                                                |                                                   |                                 |                                              |                                                                                         |

#### Halve finale
|                                                                 |                                   |                                 |         |                                                                                    |
| 13 december 2022 «onderlinge duels» 22:00 (UTC+3) 20:00 (UTC+1) | Argentinië                        | 3 – 0                           | Kroatië | Stadion: Lusailstadion, Lusail Toeschouwers: 88.996 Scheidsrechter: Daniele Orsato |
| 13 december 2022 «onderlinge duels» 22:00 (UTC+3) 20:00 (UTC+1) | Messi 34' (pen.) Álvarez 39', 69' | wedstrijdverslag verslag (FIFA) |         | Stadion: Lusailstadion, Lusail Toeschouwers: 88.996 Scheidsrechter: Daniele Orsato |
| 13 december 2022 «onderlinge duels» 22:00 (UTC+3) 20:00 (UTC+1) |                                   |                                 |         | Stadion: Lusailstadion, Lusail Toeschouwers: 88.996 Scheidsrechter: Daniele Orsato |
| 13 december 2022 «onderlinge duels» 22:00 (UTC+3) 20:00 (UTC+1) |                                   |                                 |         | Stadion: Lusailstadion, Lusail Toeschouwers: 88.996 Scheidsrechter: Daniele Orsato |
|                                                                 |                                   |                                 |         |                                                                                    |

#### Finale
|                                              |                                     |                         |                                     |                                                                                      |
| 18 december 2022 18:00 (UTC+3) 16:00 (UTC+1) | Argentinië                          | 3 – 3 (n.v.) 4 – 2 pen. | Frankrijk                           | Stadion: Lusailstadion, Lusail Toeschouwers: 88.996 Scheidsrechter: Szymon Marciniak |
| 18 december 2022 18:00 (UTC+3) 16:00 (UTC+1) | Messi 26' (pen.), 108' Di Maria 26' |                         | 80' (pen.), 81', 118' (pen.) Mbappé | Stadion: Lusailstadion, Lusail Toeschouwers: 88.996 Scheidsrechter: Szymon Marciniak |
| 18 december 2022 18:00 (UTC+3) 16:00 (UTC+1) | Strafschoppen                       |                         |                                     | Stadion: Lusailstadion, Lusail Toeschouwers: 88.996 Scheidsrechter: Szymon Marciniak |
| 18 december 2022 18:00 (UTC+3) 16:00 (UTC+1) | Messi Dybala Paredes Montiel        |                         | Mbappé Coman Tchouaméni Kolo        | Stadion: Lusailstadion, Lusail Toeschouwers: 88.996 Scheidsrechter: Szymon Marciniak |
|                                              |                                     |                         |                                     |                                                                                      |